# 5. bataljon 14. srednjobosanske udarne brigade NOVJ-a
5. bataljon 14. srednjobosanske udarne brigade NOVJ-a je bila partizanska postrojba formirana za pripadnike poljske nacionalne manjine iz BiH.
Formirana je u selu Martincima (nom. Martince), u prnjavorskom okrugu 7. svibnja 1944.
U rujnu 1944., preimenovana je postrojba u 3. bataljon. Postrojba je sudjelovala u borbama na području Bosne. 
Raspuštena je u kolovozu 1945. godine.
Ulica u Banjoj Luci, Bosna i Hercegovina, nosi ime 14. srednjobosanske brigade.

## Oznake
Bataljon je rabio kao zastavu bijelo-crvenu, s tamnocrvenom zvijezdom nepravilna oblika.

## Vanjske poveznice
- https://web.archive.org/web/20120217215904/http://fotw.vexillum.com/flags/yu_wwii.html. S Flags of the Worlda